# Rijkevorsel
Rijkevorsel es una localidad y municipio de la provincia de Amberes en Bélgica. Sus municipios vecinos son Beerse, Brecht, Hoogstraten, Malle y Merksplas. Tiene una superficie de 46,8 km² y una población en 2020 de 12.169 habitantes, siendo los habitantes en edad laboral el 63% de la población.
El municipio comprende las localidades de: Rijkevorsel, Achtel, Sint-Jozef-Rijkevorsel y Gammel.
Hallazgos arqueológicos en una calle de la localidad dan fe de la presencia humana desde la Edad de Piedra hasta la época romana. Se fundó como el actual municipio en 1194. 

## Demografía

### Evolución
Todos los datos históricos relativos al actual municipio, el siguiente gráfico refleja su evolución demográfica.
| Gráfica de evolución demográfica de Rijkevorsel entre 1846 y 2020 |
|                                                                   |